# Olympique Gymnaste Club de Nice Côte d'Azur 2006-2007
Questa voce raccoglie le informazioni riguardanti l'Olympique Gymnaste Club de Nice nelle competizioni ufficiali della stagione 2006-2007.

## Maglie e sponsor
Lo sponsor tecnico per la stagione 2006-2007 è Lotto, mentre lo sponsor ufficiale è City Sport.
| Manica sinistra · Manica sinistra · Maglietta · Maglietta · Manica destra · Manica destra · Pantaloncini · Calzettoni |

## Rosa
| N. |                           | Ruolo | Calciatore         |
| -- | ------------------------- | ----- | ------------------ |
| 1  | Francia (bandiera)        | P     | Hugo Lloris        |
| 2  | Francia (bandiera)        | D     | Cédric Varrault    |
| 3  | Francia (bandiera)        | D     | Olivier Veigneau   |
| 5  | Mali (bandiera)           | D     | Cédric Kanté       |
| 6  | Francia (bandiera)        | C     | Olivier Echouafni  |
| 7  | Francia (bandiera)        | A     | David Bellion      |
| 8  | Francia (bandiera)        | A     | Lilian Laslandes   |
| 9  | Senegal (bandiera)        | A     | Souleymane Camara  |
| 10 | Brasile (bandiera)        | C     | Ederson            |
| 12 | Costa d'Avorio (bandiera) | A     | Bakari Koné        |
| 13 | Francia (bandiera)        | D     | Jacques Abardonado |
| 14 | Francia (bandiera)        | C     | Florent Balmont    |

| N. |                           | Ruolo | Calciatore      |
| -- | ------------------------- | ----- | --------------- |
| 15 | Costa d'Avorio (bandiera) | A     | Ibrahim Touré   |
| 16 | Francia (bandiera)        | P     | Lionel Letizi   |
| 18 | Francia (bandiera)        | D     | Ismaël Gacé     |
| 19 | Francia (bandiera)        | A     | Marama Vahirua  |
| 20 | Francia (bandiera)        | C     | Thibault Scotto |
| 22 | Francia (bandiera)        | C     | Kamel Larbi     |
| 23 | Mali (bandiera)           | D     | Drissa Diakité  |
| 24 | Francia (bandiera)        | D     | Rod Fanni       |
| 25 | Nigeria (bandiera)        | D     | Onyekachi Apam  |
| 26 | Francia (bandiera)        | C     | Cyril Rool      |
| 29 | Mali (bandiera)           | C     | Mahamane Traoré |
| 30 | Francia (bandiera)        | P     | Jérémie Moreau  |